# Berner Hobelkäse

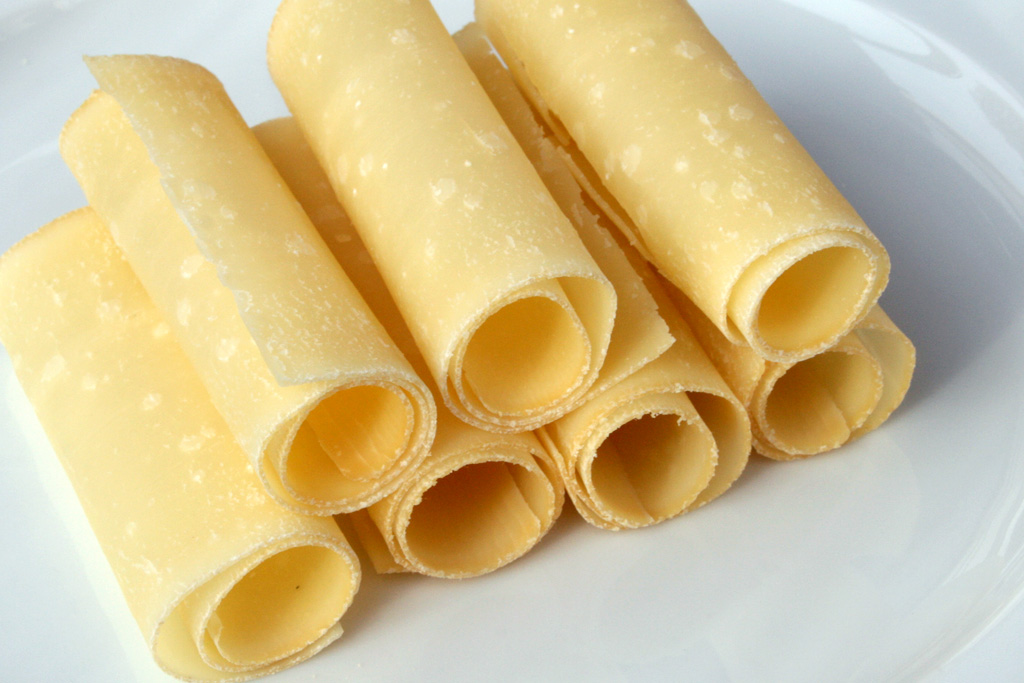
Hobelkäse

Als Berner Hobelkäse wird ein mindestens zwei Jahre gelagerter Berner Alpkäse bezeichnet. Es handelt sich um einen würzigen, vollfetten Rohmilchkäse ohne Löcher; der Alpkäse ist ein Hartkäse, der Hobelkäse ein Extrahartkäse. Der Käse wird ausschliesslich in Handarbeit auf einem Holzfeuer im Kupferkessel hergestellt.
Sowohl Berner Alpkäse als auch Berner Hobelkäse haben eine geschützte  Herkunftsbezeichnung (AOP). Das Herstellungsgebiet ist auf die über 500 Alpen (Almen) des Berner Oberlands sowie einzelne Alpen in angrenzenden Gebieten beschränkt. 
Der Käse wird ausschliesslich in anerkannten Alpbetrieben während der Alpsaison hergestellt. Als  Milch darf nur die unbehandelte Milch von Kühen verwendet werden, die auf nicht künstlich gedüngten Alpweiden frei grasen können. Die Milch der Kühe ist durch die Alpenkräuter nicht nur besonders würzig, sondern enthält auch einen grossen Anteil an mehrfach ungesättigten Fettsäuren. Darum ist beim Berner Alp- und Hobelkäse ein im Vergleich mit Käsen aus dem Talgebiet höherer Gehalt an Omega-3-Fettsäuren festzustellen. Diese Fettsäuren wirken sich in der menschlichen Ernährung günstig für Herz und Kreislauf aus.
Der Käse muss spätestens 18 Stunden nach dem Melken hergestellt werden. In der Regel wird die gekühlte Abendmilch teilweise abgerahmt, um die richtige Fettstufe von mindestens 45 % zu erreichen, und dann zusammen mit der frischen Morgenmilch verkäst. Die Milch wird auf 33 °C erhitzt, dann wird eine auf der Alp in Sirte gezüchtete Bakterienkultur zusammen mit dem Lab zugefügt. Nach einer halben Stunde wird der Käsebruch mit der Käseharfe auf stecknadelkopfgrosse Körner zerkleinert. Diese werden dann auf 50 °C erhitzt, wobei sich die Körner weiter zusammenziehen und gleichzeitig unerwünschte Bakterien abgetötet werden. Die Käsemasse wird in eine Käseform, das sogenannte Järb, gefüllt und während mindestens 15 Stunden gepresst. Anschliessend kommt der Käselaib für 24 Stunden in ein Salzbad. Die Käselaibe von maximal 15 kg reifen bei einer Luftfeuchtigkeit von über 85 %, wobei sie regelmässig mit Salzwasser gebürstet werden. Die erste Reifezeit ist auf der Alp, später reift der Käse im Keller des Produzenten oder in lokalen Molkereien.
Nach einer Reifezeit von 6 bis 18 Monaten ist der Alpkäse konsumfertig. Zum Hobelkäse weiterverarbeitet werden nur Alpkäse der höchsten Qualitätsklasse. Die zweite Reifezeit von mindestens einem Jahr findet in einem wesentlich trockeneren Klima statt, die Laibe werden auch nicht mehr gewaschen. 
Die jährliche Produktion beträgt etwa 1000 Tonnen Alpkäse, ein Drittel davon wird zu Hobelkäse weiterveredelt. Etwa 75 % der Produktion wird durch die Produzenten direkt vermarktet, der Rest kommt in den allgemeinen Handel. 
Der Alpkäse wird hauptsächlich als Schnittkäse konsumiert. Der Teig des Hobelkäses ist zu spröde um geschnitten zu werden. Hobelkäse wird in der Regel mit einem Käsehobel in dünne Scheiben gehobelt und gerollt serviert, oder auch in kleine Möckli gebrochen.

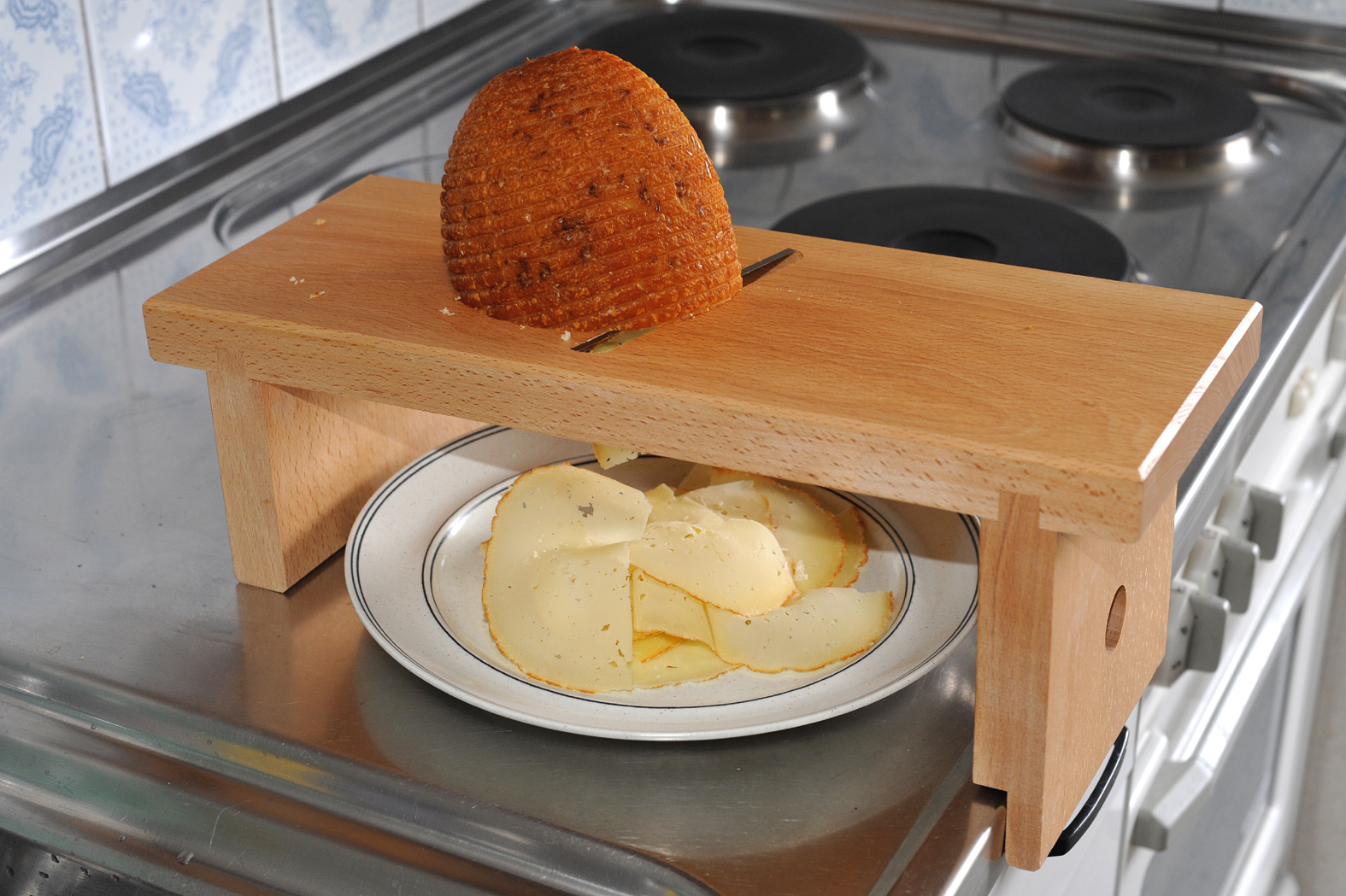
Käsehobel für Hartkäse

Der Berner Hobelkäse ist nahe verwandt mit dem Sbrinz. Der Sbrinz wird allerdings mehrheitlich in Talbetrieben und in wesentlich grösseren Laiben (20–45 kg) hergestellt und ist deutlich salziger, da er 15 bis 20 Tage im Salzbad bleibt.